# Jaume Antoni Fiol i Manera
Jaume Antoni Fiol i Manera (Mallorca, 1658-Viena, 1727?). Notari i destacat austriacista mallorquí durant la Guerra de Successió.
Notari apostòlic i reial de Mallorca. Fill de Jaume Antoni Fiol i Tomàs, que exercí de notari des de 1642 fins a la seva mort, i de Jerònia Manera i Mas. Exercí entre 1694 i el 2 de juliol de 1715, data de la seva partida cap a l'exili. Abans de partir va fer donació dels seus béns al seu germà Joan Baptista Fiol i Manera, prevere i beneficiat de la Seu de Mallorca. Deixà a Mallorca la seva dona i el seu fill, Jaume Antoni Fiol i Canyelles, que també va ser un jurista destacat i catedràtic de la Universitat Literària entre 1768 i 1771.
Entre les propietats confiscades per les autoritats borbòniques hi havia una casa i un celler amb bótes a Santa Maria del Camí 2 quarterades de vinya en aquest mateix poble, que encara en l'actualitat reben el nom de "Cas Misser Fiol".